# 源氏ヶ峰城
源氏ヶ峰城（げんじがみねじょう）は、富山県小矢部市道林寺に在った日本の城（山城）。とやま城郭カードNo.83。

## 特徴
越中国と加賀国との国境にある倶利伽羅峠から尾根を伝った南東にある源氏ヶ峰（標高240m）の山頂に在った陣城。城内を北陸道の脇街道が貫通しており、街道の押さえとしての役割を持っていたと考えられる。また倶利伽羅峠に在ったとされる砦に程近く尾根伝いで行ける事から、その砦が攻め込まれた時には支援する役割も持っていたと思われる。虎口には櫓台がせり出した形で配置されておりジグザグな構造になっている。曲輪や土塁、竪堀、三方に在る大きな堀切、切岸が残る。

## 歴史
寿永2年（1183年）5月、源義仲と平維盛が争った倶利伽羅峠の戦いにおいて、平家軍が陣を構えた。
天正9年（1581年）、佐々成政が越中国に入国。おそらく2年後の賤ヶ岳の戦い以降に前田利家に対する備えとして越中国一乗寺城や加賀国松根城らと同じく大規模な改修（もしくは築城）が施されたようだ。しかしその後の戦局の変化（豊臣秀吉との直接対決が不可避となり、佐々軍は兵力を集中させ敵を領内で迎え撃つ戦術へと移行した）に伴い、富山の役が起こった同13年（1585年）までには放棄されていたと思われる。

## 現在
見晴らし台が建てられるなど整備されている。城の遺構も残っている。